# چاهک (کوهرنگ)
چاهک روستایی است در شهرستان کوهرنگ، بخش بازفت، استان چهارمحال و بختیاری.